# Usain Bolt

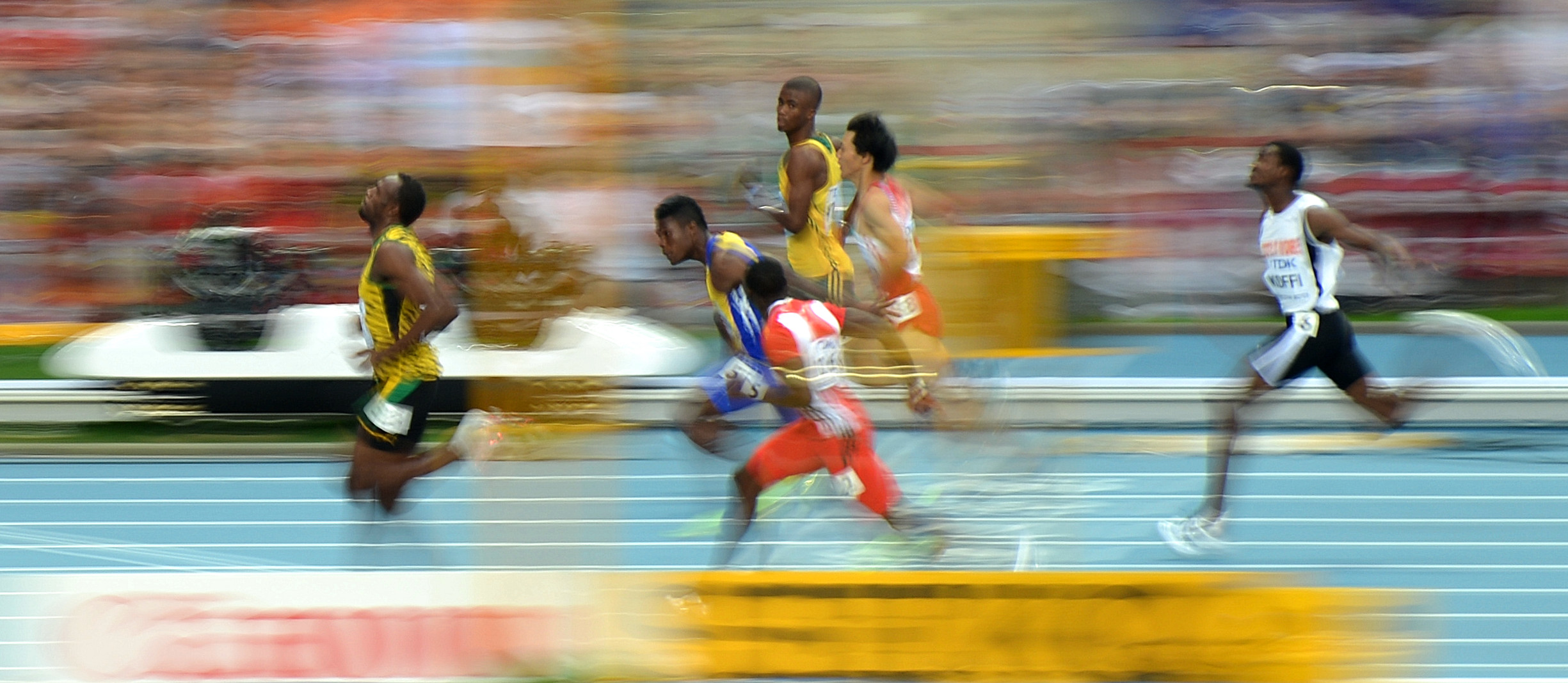
Usain Bolt reprezentujący Jamajkę podczas eliminacji do biegu na 100 m mężczyzn podczas 14. Mistrzostw Świata w Lekkoatletyce w Moskwie, w Rosji.

Usain St. Leo Bolt (ur. 21 sierpnia 1986 w Sherwood Content, Trelawny) – jamajski lekkoatleta, sprinter, ośmiokrotny mistrz olimpijski z Pekinu, Londynu oraz Rio de Janeiro, jedenastokrotny mistrz, dwukrotny wicemistrz oraz brązowy medalista mistrzostw świata. Aktualny rekordzista świata w sprincie na dystansie 100 i 200 m (rekord pobił na  Mistrzostwach Świata w Lekkoatletyce w 2009 roku, które odbyły się w Berlinie). Mierzy 195 cm wzrostu, waży około 94 kg. Dzięki swoim osiągnięciom i dominacji w rywalizacji sprinterskiej jest powszechnie uważany za najlepszego sprintera w historii. Jest nazywany Błyskawica.

## Życiorys
Po raz pierwszy w karierze na igrzyskach olimpijskich wystąpił w Atenach (2004), wówczas odpadł w eliminacjach biegu na 200 m.
16 sierpnia 2008 podczas letnich igrzysk olimpijskich w Pekinie ustanowił nowy rekord świata w biegu na 100 m (9,69 s), poprawiając swój dotychczasowy najlepszy rezultat (9,72 s). W biegu tym, rozegranym w bezwietrznych warunkach, niezagrożony ze strony przeciwników (drugiego na mecie Richarda Thompsona pokonał o 0,20 s), zwolnił na ostatnich kilkunastu metrach i podniósł w geście zwycięstwa ręce.
Cztery dni później zdobył drugie olimpijskie złoto. W finałowym biegu na 200 m pobił rekord Michaela Johnsona o 0,02 s, osiągając czas 19,30 s z przeciwnym wiatrem – 0,9 m/s oraz czasem reakcji startowej 0,182 s, pokonując tym samym Shawna Crawforda o 0,66 s i Waltera Dixa o 0,68 s. Churandy Martina oraz Wallace Spearmon zostali w tym biegu zdyskwalifikowani.
Trzeci złoty medal olimpijski zdobył w sztafecie 4 × 100 m. Drużyna Jamajki w składzie Michael Frater, Nesta Carter, Usain Bolt, Asafa Powell ustanowiła nowy rekord świata – 37,10 s. W styczniu 2017 roku MKOl poinformował o dyskwalifikacji sztafety jamajskiej, ponieważ po ponownym przeanalizowaniu próbek Carter uzyskał pozytywny wynik kontroli antydopingowej.
Podczas mityngu Golden League w Brukseli 5 września 2008 uzyskał w deszczowych warunkach najlepszy w historii biegu na 100 m mężczyzn wynik pod wiatr: 9,77 s przy -1,3 m/s. Tym samym w 2008 roku przebiegł dystans 100 m poniżej 10 sekund aż 10-krotnie, a 200 m poniżej 20 sekund 6-krotnie.
16 sierpnia 2009 na mistrzostwach świata w Berlinie, w czasie reakcji startowej 0,146, poprawił rekord świata w biegu na 100 m na 9,58 s. W tym biegu na najszybszym odcinku 60–80 m pobiegł z prędkością 44,72 km/h.
20 sierpnia 2009 został mistrzem świata w biegu na 200 m. Bolt przebiegł ten dystans w czasie 19,19 s, bijąc własny rekord świata o 0,11 s. Pierwsze 100 m dystansu pokonał w czasie 9,92 s (0–50 m w 5,6 s; 50–100 m w 4,32 s), czyli o 0,20 s szybciej od najszybszego biegu Michaela Johnsona, natomiast drugie 100 m pokonał w czasie 9,27 s (100–150 m w 4,52 s; 150–200 m w 4,75 s) czyli o 0,07 s wolniej. Reakcja startowa w tym biegu wyniosła 0,133 s.
W 2010 roku Bolt odmówił udziału w zawodach w Londynie ze względu na niekorzystne regulacje podatkowe, które pozbawiłyby go większości honorarium.
Po pierwszym od dwóch lat przegranym biegu (z Amerykaninen Tysonem Gayem na mityngu w Sztokholmie) Bolt ogłosił przedwczesne zakończenie sezonu z powodu kontuzji pleców.
W 2011 roku na mistrzostwach świata w Daegu, Bolt został zdyskwalifikowany w biegu na 100 m za falstart. Było to równoznaczne z utratą tytułu Mistrza Świata (tytuł ten zdobył jego rodak – Yohan Blake). W biegu na 200 m zdobył złoty medal, z wynikiem 19,40 s. Dwa dni później zdobył złoty medal w sztafecie 4 × 100 m, a reprezentacja Jamajki pobiła rekord świata wynikiem 37,04 s.
W sezonie 2014 Bolt z powodu kontuzji wystąpił jedynie w trzech zawodach: razem z kolegami z reprezentacji zdobył złoto w sztafecie 4 x 100 metrów na igrzyskach Wspólnoty Narodów, zwyciężył w biegu na 100 metrów rozegranym na Copacabanie oraz triumfował na tym samym dystansie podczas rozegranego w Warszawie memoriału Kamili Skolimowskiej.
Pięciokrotny (2008, 2009, 2011, 2012 i 2013) laureat plebiscytu na lekkoatletę roku – IAAF World Athlete of the Year.
W Londynie poprawił o 0,06 s rekord olimpijski w biegu na 100 m na 9,63 s.
Zwycięzca łącznej punktacji Diamentowej Ligi 2012 w biegu na 100 metrów.
We wrześniu 2013 ogłosił, że planuje zakończyć karierę po igrzyskach w 2016. Jednakże później, w lipcu 2017 zdecydował, że jego ostatnimi zawodami będą Mistrzostwa Świata w Lekkoatletyce 2017 w Londynie. Postanowił zrezygnować z bronienia tytułu w biegu na 200 metrów. Ostatecznie wywalczył brąz na 100 m, natomiast z powodu skurczu mięśnia udowego nie ukończył sztafety 4x100 metrów. Po tych startach potwierdził, że definitywnie skończył karierę.
W lipcu 2018 zgłosił się na sześciotygodniowe testy do australijskiego A-ligowego klubu piłkarskiego Central Coast Mariners. W drużynie zagrał w 12 spotkaniach, zdobył 3 bramki i zaliczył 2 asysty, po czym wycofał się z dalszej gry.

## Sukcesy
| Rok  | Zawody                                | Miasto         | Miejsce | Konkurencja        | Czas [s]    |
| ---- | ------------------------------------- | -------------- | ------- | ------------------ | ----------- |
| 2002 | Mistrzostwa świata juniorów           | Kingston       |         | Bieg na 200 m      | 20,61       |
| 2002 | Mistrzostwa świata juniorów           | Kingston       |         | Sztafeta 4 × 100 m | 39,15       |
| 2002 | Mistrzostwa świata juniorów           | Kingston       |         | Sztafeta 4 × 400 m | 3:04,06 min |
| 2003 | Mistrzostwa świata juniorów młodszych | Sherbrooke     |         | Bieg na 200 m      | 20,40       |
| 2006 | Światowy Finał IAAF                   | Stuttgart      |         | Bieg na 200 m      | 20,10       |
| 2006 | Puchar Świata                         | Ateny          |         | Bieg na 200 m      | 19,96       |
| 2007 | Mistrzostwa świata                    | Osaka          |         | Bieg na 200 m      | 19,91       |
| 2007 | Mistrzostwa świata                    | Osaka          |         | Sztafeta 4 × 100 m | 37,89       |
| 2008 | Letnie igrzyska olimpijskie           | Pekin          |         | Bieg na 100 m      | 9,69        |
| 2008 | Letnie igrzyska olimpijskie           | Pekin          |         | Bieg na 200 m      | 19,30       |
| 2008 | Letnie igrzyska olimpijskie           | Pekin          | DSQ     | Sztafeta 4 × 100 m | 37,10       |
| 2009 | Mistrzostwa świata                    | Berlin         |         | Bieg na 100 m      | 9,58        |
| 2009 | Mistrzostwa świata                    | Berlin         |         | Bieg na 200 m      | 19,19       |
| 2009 | Mistrzostwa świata                    | Berlin         |         | Sztafeta 4 × 100 m | 37,31       |
| 2009 | Światowy Finał IAAF                   | Saloniki       |         | Bieg na 200 m      | 19,68       |
| 2011 | Mistrzostwa świata                    | Daegu          |         | Bieg na 200 m      | 19,40       |
| 2011 | Mistrzostwa świata                    | Daegu          |         | Sztafeta 4 × 100 m | 37,04       |
| 2012 | Letnie igrzyska olimpijskie           | Londyn         |         | Bieg na 100 m      | 9,63        |
| 2012 | Letnie igrzyska olimpijskie           | Londyn         |         | Bieg na 200 m      | 19,32       |
| 2012 | Letnie igrzyska olimpijskie           | Londyn         |         | Sztafeta 4 × 100 m | 36,84       |
| 2013 | Mistrzostwa świata                    | Moskwa         |         | Bieg na 100 m      | 9,77        |
| 2013 | Mistrzostwa świata                    | Moskwa         |         | Bieg na 200 m      | 19,66       |
| 2013 | Mistrzostwa świata                    | Moskwa         |         | Sztafeta 4 × 100 m | 37,36       |
| 2014 | Igrzyska Wspólnoty Narodów            | Glasgow        |         | Sztafeta 4 × 100 m | 37,58       |
| 2015 | IAAF World Relays                     | Nassau         |         | Sztafeta 4 × 100 m | 37,68       |
| 2015 | Mistrzostwa świata                    | Pekin          |         | Bieg na 100 m      | 9,79        |
| 2015 | Mistrzostwa świata                    | Pekin          |         | Bieg na 200 m      | 19,55       |
| 2015 | Mistrzostwa świata                    | Pekin          |         | Sztafeta 4 x 100 m | 37,36       |
| 2016 | Letnie igrzyska olimpijskie           | Rio de Janeiro |         | Bieg na 100 m      | 9,81        |
| 2016 | Letnie igrzyska olimpijskie           | Rio de Janeiro |         | Bieg na 200 m      | 19,78       |
| 2016 | Letnie igrzyska olimpijskie           | Rio de Janeiro |         | Sztafeta 4 × 100 m | 37,27       |
| 2017 | Mistrzostwa świata                    | Londyn         |         | Bieg na 100 m      | 9,95        |

## Rekordy życiowe
| Konkurencja        | Data             | Miejsce    | Czas [s] | Wiatr    |
| ------------------ | ---------------- | ---------- | -------- | -------- |
| Bieg na 100 metrów | 16 sierpnia 2009 | Berlin     | 9,58     | +0,9 m/s |
| Bieg na 150 metrów | 17 maja 2009     | Manchester | 14,35    | +1,1 m/s |
| Bieg na 200 metrów | 20 sierpnia 2009 | Berlin     | 19,19    | -0,3 m/s |
| Bieg na 300 metrów | 27 maja 2010     | Ostrawa    | 30,97    |          |
| Bieg na 400 metrów | 5 maja 2007      | Kingston   | 45,28    |          |

## Najlepsze wyniki w sezonie

### Bieg na 100 metrów
| Rok  | Wiek    | Czas [s] | Miejsce        | Data        | Wynik na świecie |
| ---- | ------- | -------- | -------------- | ----------- | ---------------- |
| 2007 | 21 lat  | 10,03    | Retimno        | 18 lipca    | 12.              |
| 2008 | 22 lata | 9,69     | Pekin          | 16 sierpnia | 1.               |
| 2009 | 23 lata | 9,58     | Berlin         | 16 sierpnia | 1.               |
| 2010 | 24 lata | 9,82     | Lozanna        | 8 lipca     | 3.               |
| 2011 | 25 lat  | 9,76     | Bruksela       | 16 września | 1.               |
| 2012 | 26 lat  | 9,63     | Londyn         | 5 sierpnia  | 1.               |
| 2013 | 27 lat  | 9,77     | Moskwa         | 11 sierpnia | 1.               |
| 2014 | 28 lat  | 9,98     | Warszawa       | 23 sierpnia | 15.              |
| 2015 | 29 lat  | 9,79     | Pekin          | 23 sierpnia | 2.               |
| 2016 | 30 lat  | 9,81     | Rio de Janeiro | 14 sierpnia | 2.               |

### Bieg na 200 metrów
| Rok  | Wiek    | Czas [s] | Miejsce        | Data                    | Wynik na świecie |
| ---- | ------- | -------- | -------------- | ----------------------- | ---------------- |
| 2002 | 16 lat  | 20,58    | Kingston       | 18 lipca                | 60.              |
| 2003 | 17 lat  | 20,13    | Bridgetown     | 20 lipca                | 9.               |
| 2004 | 18 lat  | 19,93    | Hamilton       | 11 kwietnia             | 2.               |
| 2005 | 19 lat  | 19,99    | Londyn         | 22 lipca                | 3.               |
| 2006 | 20 lat  | 19,88    | Lozanna        | 11 lipca                | 4.               |
| 2007 | 21 lat  | 19,75    | Kingston       | 24 czerwca              | 3.               |
| 2008 | 22 lata | 19,30    | Pekin          | 20 sierpnia             | 1.               |
| 2009 | 23 lata | 19,19    | Berlin         | 20 sierpnia             | 1.               |
| 2010 | 24 lata | 19,56    | Kingston       | 1 maja                  | 1.               |
| 2011 | 25 lat  | 19,40    | Daegu          | 3 września              | 2.               |
| 2012 | 26 lat  | 19,32    | Londyn         | 9 sierpnia              | 1.               |
| 2013 | 27 lat  | 19,66    | Moskwa         | 17 sierpnia             | 1.               |
| 2015 | 29 lat  | 19,55    | Pekin          | 27 sierpnia             | 1.               |
| 2016 | 30 lat  | 19,78    | Rio de Janeiro | 17 sierpnia 18 sierpnia | 3.               |

## Odznaczenia
- 2008  Order of Distinction (Jamajka)
- 2009  Członek Orderu Jamajki